# Alice Nine
Alice Nine (アリス九號.) (também conhecido como A9) foi uma banda japonesa de rock do movimento visual kei formada em 2004 pelos membros Shou, Hiroto, Tora, Saga e Nao. Em 2015, alteraram seu nome para apenas A9, mas voltaram a usar Alice Nine em 2019. Inicialmente, tinham vínculo com a gravadora PS Company. A partir de 2007, a banda firmou acordo tanto com a PS Company e a King Records do Japão, quanto com o selo alemão CLJ Records na Europa. Após 19 anos de carreira, entraram em um hiato indefinido em setembro de 2023.

## História

### 2004–2006: Formação e primeiros trabalhos
Fundada em agosto de 2004, a banda Alice Nine manteve a mesma formação. O vocalista Shou e o guitarrista Tora, que já estavam juntos anteriormente na banda Givuss, recrutaram o baixista Saga (ex. Visage) e o baterista Nao (ex. Fatima) que também estavam buscando membros para formar uma banda. O guitarrista Hiroto (ex. Baquepia) juntou-se pouco tempo depois, após o grupo o assistir se apresentando com sua banda. Shou explica que a "Alice" no nome da banda era algo que eles acreditavam soar "bem visual kei" para eles, enquanto o "Nine" é escrito em kanji e representa suas origens como uma banda japonesa.
Fizeram seu show de estreia na casa de shows Ikebukuro Cyber. O primeiro single, Namae wa, Mada Nai, teve suas primeiras 1000 cópias esgotadas. Foi relançado, esgotando novamente suas próximas 3,000 cópias. Logo mais partiram em uma turnê dupla com a banda Ayabie,  tendo a performance final no Shibuya O-East esgotado os ingressos.
Em setembro, a banda assinou contrato com a gravadora PS Company (de bandas como the GazettE, Kagrra, e Kra) e lançou seu primeiro mini-álbum, Gion Shouja no Kane ga Naru. Eles também alteraram levemente o nome da banda, apenas adicionando um ponto final: Alice Nine. Como os lançamentos anteriores do Alice Nine, este também foi limitado e bem-sucedido, chegando ao terceiro lugar na parada indie da Oricon. Eles também partiram numa outra turnê dupla, desta vez com o grupo Karen, muito maior do que a primeira. Esta turnê os levou por todo o Japão com dezenas de shows. Eles continuaram a se apresentar pelo resto do ano, terminando seu primeiro ano de banda num evento no Holiday Shinjuku.
O Alice Nine inaugurou 2005 com seu primeiro show solo no Liquid Room-Ebisu. Eles participaram em vários outros eventos durante os meses de fevereiro e março, incluindo uma apresentação no dia dos namorados (14 de fevereiro no Japão) no Eletric Land Lady. Nos três meses seguintes eles lançaram três outros singles e a banda passou abril tocando como a banda de abertura dos colegas de selo, Kagrra,. Em junho eles tocaram novamente numa turnê com o Ayabie, este sendo bem maior que a primeira, percorrendo todo o país.
Quando julho veio, o Alice nine havia recém terminado sua turnê com o Ayabie quando tiveram de retomar a estrada para participar do "PS Company Presents: Tribal Arivall Tour 2005", com os grupos Kra e BIS, ambos artistas da PSCompany na época. A banda também lançou o seu segundo mini-álbum, "ALICE IN WONDERLAND", no dia 27 de julho, para o deleite dos fãs. Após o verão exaustivo a banda pareceu tomar fôlego em agosto em setembro, realizando somente uma apresentação neste tempo e fazendo muitos eventos in-store. Quando o inverno se aproximou, porém, o alice nine voltou a esquentar, se apresentando no Shibuya O-West com Duel Jewel e Soroban, em outubro, antes de relançar CDs, como o seu primeiro single. Em dezembro os fãs viram a banda tomar parte no grande evento "Peace & Smile Carnival Tour", organizado, naturalmente, pela PSCompany com suas bandas. Também neste mês o fã-clube oficial da banda abriu.

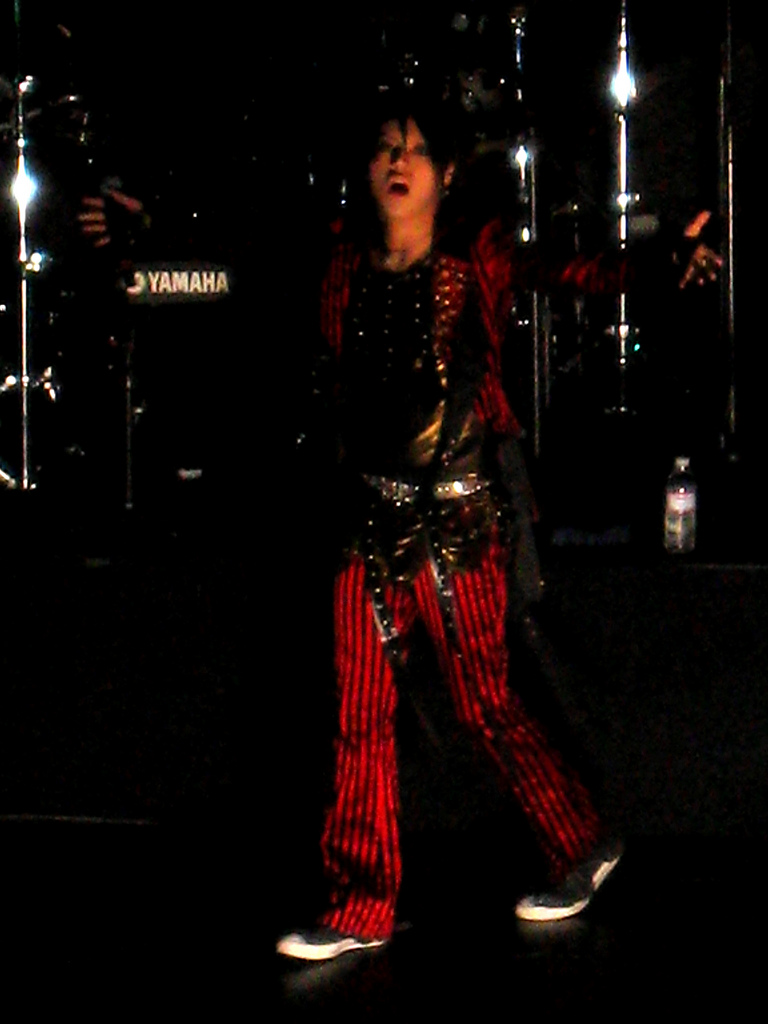
O vocalista Shou em 2007.

Em 2006 a banda trouxe para seu terceiro ano de existência mais lançamentos: o primeiro DVD chamado "ALICE IN WONDERLAND" e três singles: "Kowloon -Nine Heads Rodeo Show-" em janeiro e "Fantasy" com "Akatsuki/Ikuoku no Chandelier", lançados simultaneamente em fevereiro. O último se tornou o primeiro tema para anime da banda, usado na adaptação para anime do jogo Meine Liebe. No mês seguinte eles realizaram um pequeno show para dar as boas vindas ao seu fã-clube, o que levou a banda a Osaka, Nagoya e de volta à Shibuya. Em abril o alice nine pareceu fazer uma pequena pausa durante o verão, mas os fãs não ficaram muito tempo esperando, pois o grupo lançou seu segundo DVD, "NUMBER SIX", contendo um pequeno filme escrito pelo guitarrista Tora bem como um videoclipe e algumas cenas de bastidores. Em outubro eles lançaram um single só para a internet, "Blue Planet", que requiria um cartão de crédito japonês para acesso. Eles encerraram o ano se apresentando em diversos eventos, incluindo o show de aniversário do Beat Shuffle, realizado no dia 30 de dezembro. O primeiro álbum de estúdio, chamado Zekkeishoku, foi lançado em 26 de abril de 2006.

### 2007–2013:JRock Revolutione sucessomainstream
O Alice Nine começou 2007 com alguns novos lançamentos, incluindo um DVD, um single e um livro de fotos. Em maio, participaram do evento JRock Revolution em Los Angeles, Califórnia, ao lado de bandas como Mucc, Girugamesh, D'espairsRay, entre outros. Depois do evento, o grupo lançou um novo single, "White Prayer", no dia 6 de junho.
Em agosto de 2010 lançaram o single "Senkou" (閃光), que se tornou música tema do jogo Pachinko Sengoku Musou. Na edição de novembro de 2010 do programa "Alice 9 Channel", transmitido pela banda mensalmente no Nico Nico, Saga acidentalmente revelou o título e a data de lançamento do quarto álbum antes do planejado. Gemini foi produzido por Hajime Okano e lançado em 9 de fevereiro de 2011. É o mais bem sucedido da banda até hoje, alcançando a terceira posição na Oricon. A turnê em promoção ao álbum, Prelude to "GEMINI", teve algumas apresentações adiadas porque alguns membros contraíram gripe e começou em abril e terminou em maio. Após o sucesso de Gemini, o single "Blue Fame" foi lançado em 8 de junho produzido por Akira Nishihira. A canção foi inspirada na influência que bandas veteranas de visual kei, em especial L'Arc~en~Ciel, exerceram nos membros. Saga idealizou o roteiro do videoclipe. Também no mês de junho, participaram do evento transmitido online V-Love☆Live vol.1 e até o final de 2011 outros dois singles foram lançados: "Heart of Gold" e "Niji no Yuki".
Em 22 de fevereiro de 2012, lançaram o álbum 9. Em 2013, três singles consecutivos foram lançados: "Daybreak", "Shadow Play" e "shooting star". A canção lado b de "shooting star", "Affection", foi produzida em colaboração com o programa da NHK J-Melo e baseada em mensagens enviadas pelos fãs.

### 2014–2019: Mudança de nome e saída da PS Company

O logo do A9

Lançaram seu sexto álbum de estúdio, Supernova, em 19 de março de 2014. Em agosto, o Alice Nine anunciou sua saída da PS Company, alterando seu nome para A9. Fizeram uma pausa até março de 2015, quando anunciaram um novo EP chamado Giga no wo to, financiado através de crowdfunding e passaram a ter sua própria gravadora, a Nine Heads Records. No ano seguinte, mais um EP foi lançado: "Light and Darkness".
Em 2017, o álbum Ideal foi lançado. Ken, do L'Arc~en~Ciel, produziu o oitavo álbum, Planet Nine, lançado em 25 de abril de 2018.

### 2019–presente: Retorno como Alice Nine e hiato
Em abril de 2019, lançaram os álbuns de compilação Kacho no Shirabe e Fugetsu no Uta. Em agosto, a banda recupera o nome de Alice Nine (アリス九號.) e faz uma apresentação de transição no Beautiful Beast Fest, onde o A9 se apresenta como banda de abertura e o Alice Nine é o grupo de encerramento. Além disso, anunciaram um novo single para outubro: "Revolutionary Blooming".
Fuyajou Eden foi lançado em 29 de abril de 2020 como o "primeiro álbum em onze anos", dada a recuperação do nome antigo da banda. Após serem impedidos de promover o álbum em turnê devido a pandemia de COVID-19, em setembro o Alice Nine anunciou o seu segundo álbum do ano, Kuro to Wonderland, lançado em novembro. Em 2021 iniciaram um projeto onde lançariam cinco canções consecutivas, cada uma composta por cada membro do Alice Nine. De maio a setembro, lançaram "Hoshi Furu Yoru ni wa Kimi wo Omou", composta por Hiroto, "Bury the Night" por Saga, "After Dark" por Shou, "Eureka" por Nao e "Kokuu" por Tora, além de uma música bônus. Foram compiladas no EP Medley. Também fizeram seu primeiro encontro com fãs de fora do Japão pela plataforma Zoom em maio.
A banda lançou seu 11° álbum de estúdio em 2 de novembro de 2022, intitulado Grace, embora já tenham lançado uma compilação com o mesmo nome em 2016. Em janeiro de 2023, Alice Nine anunciou que entraria em hiato indefinido a partir de 3 de setembro após uma turnê de despedida que começou em maio. Shows em dupla com outras bandas como lynch. e Dezert também foram anunciados. O vocalista contou que a causa do hiato foi que um dos membros queria sair da banda.
Depois de iniciado o hiato, Shou iniciou um projeto solo nomeado Verde/. Hiroto foi anunciado como uma das atrações do Anime Friends 2024.

## Integrantes
- Shou (将) – vocal
- Hiroto (ヒロト) – guitarra
- Tora (虎) – guitarra
- Saga (沙我) – baixo, vocal de apoio
- Nao (ナオ) – bateria

## Discografia
Álbuns de estúdio
| Título             | Lançamento              | Posição na Oricon Albums Chart |
| ------------------ | ----------------------- | ------------------------------ |
| Zekkeishoku        | 26 de abril de 2006     | 13                             |
| Alpha              | 28 de novembro de 2007  | 9                              |
| Vandalize          | 14 de janeiro de 2009   | 7                              |
| Gemini             | 9 de fevereiro de 2011  | 3                              |
| 9                  | 22 de fevereiro de 2012 | 12                             |
| Supernova          | 19 de março de 2014     | 39                             |
| Ideal              | 12 de abril de 2017     | 18                             |
| Planet Nine        | 25 de abril de 2018     | 32                             |
| Fuyajou Eden       | 29 de abril de 2020     | 57                             |
| Kuro to Wonderland | 11 de novembro de 2020  | 68                             |
| Grace              | 2 de novembro de 2022   | -                              |

EPs
| Título                      | Lançamento             | Posição na Oricon Albums Chart |
| --------------------------- | ---------------------- | ------------------------------ |
| Gion Shouja no Kane ga Naru | 17 de novembro de 2004 | 62                             |
| Alice in Wonderland         | 27 de julho de 2005    | 55                             |
| Ginga no wo to              | Agosto de 2015         | -                              |
| Light and Darkness          | 13 de abril de 2016    | -                              |
| Medley                      | 24 de novembro de 2021 | -                              |

Compilações
- 2010: "Alice Nine Complete Collection: 2006-2009"
- 2013: "Alice Nine Complete Collection II: 2010-2012"

Singles
- 2004: "Namae wa, Mada Nai"
- 2005: "Gin no Tsuki Kuroi Hoshi"
- 2005: "Yami ni Chiru Sakura"
- 2005: "Yuri wa Aoku Saite"
- 2006: "Kowloon"
- 2006: "FANTASY"
- 2006: "Akatsuki/Ikuoku no Chandelier"
- 2006: "Blue Planet"
- 2006: "Number Six"
- 2007: "Jewels"
- 2007: "White Prayer"
- 2007: "Tsubasa"
- 2008: "Mirror Ball"
- 2008: "Rainbows"
- 2008: "Cross Game"
- 2009: "Hana"
- 2010: "Senkou"
- 2010: "Stargazer"
- 2011: "Blue Flame"
- 2012: "Heart of Gold"
- 2012: "Niji no Yuki"
- 2013: "Daybreak"
- 2013: "SHADOWPLAY"
- 2013: "shooting star"
- 2013: "Kaisen Zenya"
- 2014: "SHINING"[9]